# Ernest Zawada
Ernest Zawada – polski operator dźwięku, producent filmowy, członek Polskiej Akademii Filmowej, współwłaściciel firmy P.A.Y. Studio, realizującej głównie produkcję i udźwiękowienie filmów oraz gier komputerowych.

## Wybrana filmografia
Koproducent
- 2013: Syberiada polska

Postprodukcja obrazu
- 2011: 1920 Bitwa Warszawska

Producent filmów
- 2005: Siedem grzechów popcooltury
- 2003: Nakręceni, czyli szołbiznes po polsku

Operator dźwięku w takich produkcjach jak m.in.: 
- 1988: Akwen Eldorado
- 1988: Piłkarski poker
- 1987: Jedenaste przykazanie
- 1986: Tulipan
- 1985: Siekierezada
- 1974: Opowieść w czerwieni

Współpraca dźwiękowa m.in. przy 
- 1984: 07 zgłoś się
- 1981: Człowiek z żelaza
- 1977: Kochaj albo rzuć[1]